# Carl Meissner

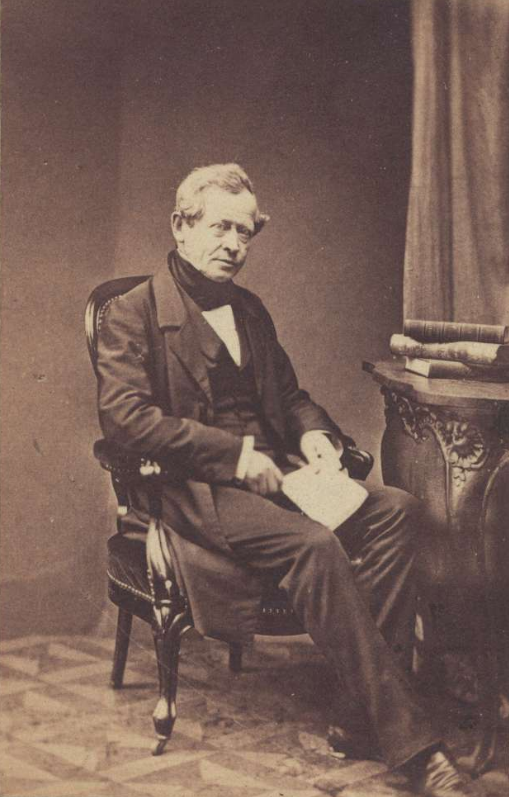
Karl Friedrich Meissner

Carl Daniel Friedrich Meissner, eigentlich Meisner (* 1. November 1800 in Bern; † 2. Mai 1874 in Basel), war ein Schweizer Botaniker. Sein offizielles botanisches Autorenkürzel lautet «Meisn».

## Leben und Wirken
Während der überwiegenden Zeit seiner 40-jährigen Karriere war er Professor für Botanik in Basel. Er war der erste richtige Professor für Botanik, und er gründete den dritten botanischen Garten vor dem Aeschentor (1836).
Meissner lieferte wichtige Beiträge zur botanischen Literatur, darunter sein umfassendes Werk Plantarum Vascularum Genera und Monografien über die Familien Polygonaceae (insbesondere die Gattung Polygonum), Lauraceae, Proteaceae, Thymelaeaceae und Hernandiaceae. Seine Beiträge zur Beschreibung der australischen Flora waren zahlreich; er beschrieb hunderte von Arten der australischen Proteaceae und viele australische Arten anderer Familien, insbesondere der Fabaceae, Mimosaceae und Myrtaceae. Nach 1866 liessen seine Kräfte nach, und er war weniger aktiv.

## Ehrungen
Im Jahr 1841 wurde er zum Mitglied der Leopoldina gewählt. Seit 1855 war er auswärtiges Mitglied der Bayerischen Akademie der Wissenschaften.

## Schriften (Auswahl)
- Observations sur le genre des Renouées (Polygonum Linné). Genf 1826 (Digitalisat).
  - = Bibliothèque universelle des sciences, belles-lettres, et arts. Band 33, 1926, S. 139–150 (Digitalisat).
- Monographiae generis polygoni prodromus. Lador, Genf 1826 (Digitalisat, Digitalisat).
- Plantarum vascularium genera, secundum ordines naturales digesta eorumque differentiae et affinitates tabulis diagnosticis expositae. 2 Teile, Weidmann, Leipzig 1836–1843 (Digitalisat, Digitalisat).
- Ueber die Ostindischen Thymeläen. In: Denkschriften der Königlich-Baierischen Botanischen Gesellschaft zu Regensburg. Band 3, 1841, S. 271–294 (Digitalisat, PDF).
- Leguminosae. In: Christian Lehmann  (Hrsg.): Plantae preissianae sive enumeratio plantarum quas in australasia occidentali et meridionali-occidentali annis 1838–1841 collegit Ludovicus Preiss. Band 1, Hamburg 1844, S. 3–95 (Digitalisat).
- Ueber die geographischen Verhältnisse der Lorbeergewächse. München 1866 (Digitalisat).
  - = Abhandlungen der Mathematisch-Physikalischen Classe der Königlich Bayerischen Akademie der Wissenschaften. Band 10, Nr. 1, 1870, S. 169–200 (Digitalisat).